# Llista d'aerolínies de l'Índia
Les aerolínies de l'Índia són les empreses que presten serveis de transport aeri al país. L'Índia compta amb un gran nombre d'aerolínies que connecten diferents ciutats i regions del país, així com amb altres països d'Àsia, Europa i Amèrica del Nord. Les aerolínies més conegudes de l'Índia inclouen Air India, IndiGo, SpiceJet i Vistara. Aquestes aerolínies ofereixen diferents tipus de vols, des de vols de llarga distància a vols dins del país, i ofereixen diferents classes de serveis per a diferents pressupostos. Les aerolínies de l'Índia tenen un paper important en la connectivitat del país i en la seva economia.

## Comercial

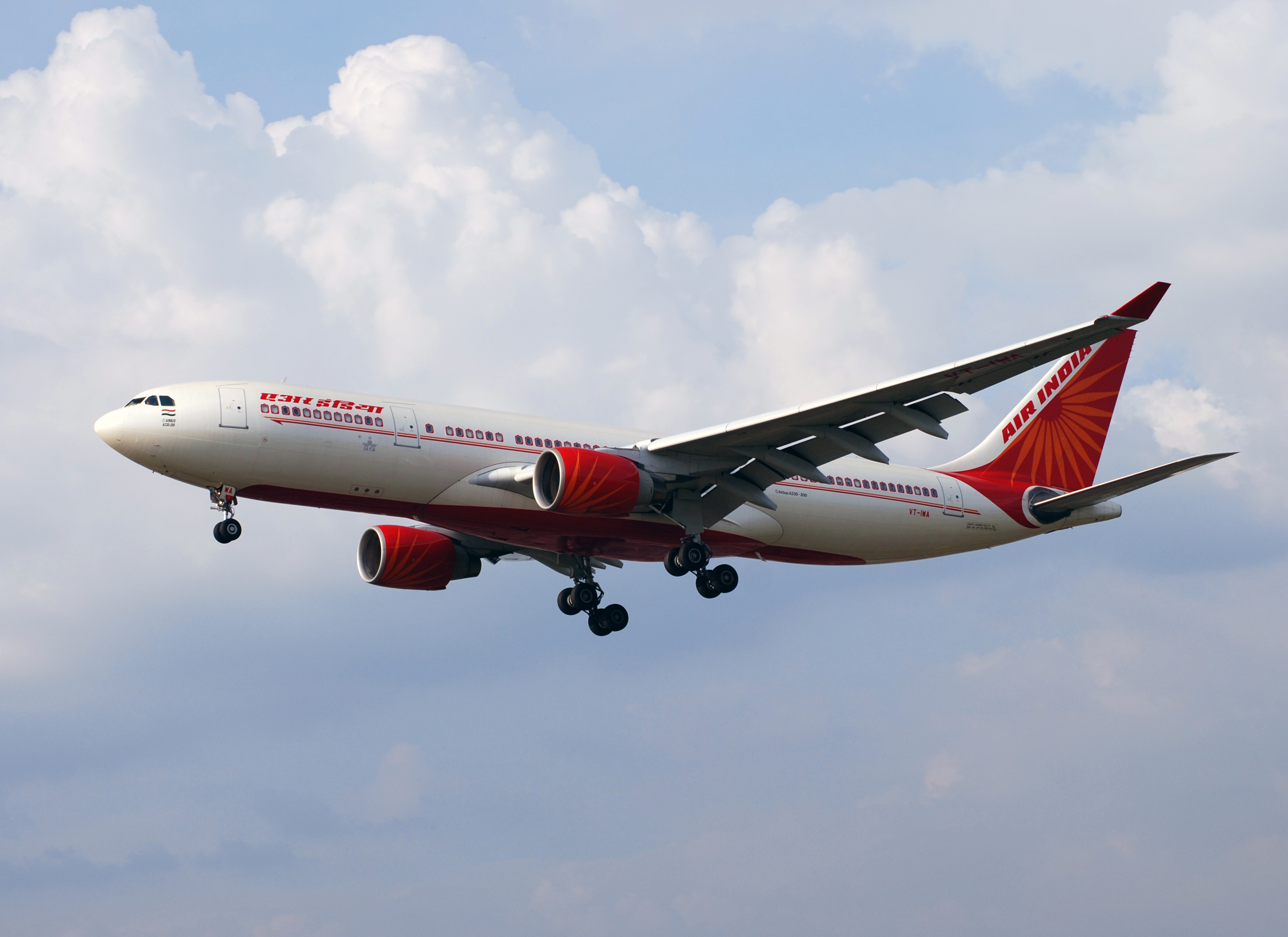
An Air India Airbus A330 at Narita Airport.

| Airline           | Image | ICAO | IATA | CALLSIGN      | COMMENCED OPERATIONS | NOTES |
| ----------------- | ----- | ---- | ---- | ------------- | -------------------- | ----- |
| AirAsia India     |       | IAD  | I5   | RED KNIGHT    | 2014                 |       |
| Air India         |       | AIC  | AI   | AIRINDIA      | 1946                 |       |
| Air India Express |       | AXB  | IX   | EXPRESS INDIA | 2005                 |       |
| Alliance Air      |       | LLR  | 9I   | ALLIED        | 1996                 |       |
| GoAir             |       | GOW  | G8   | GOAIR         | 2005                 |       |
| IndiGo            |       | IGO  | 6E   | IFLY          | 2005                 |       |
| Jagson Airlines   |       | JGN  | JA   | JAGSON        | 1991                 |       |
| Jet Airways       |       | JAI  | 9W   | JETAIRWAYS    | 1991                 |       |
| JetLite           |       | JLL  | S2   | LITEJET       | 1996                 |       |
| SpiceJet          |       | SEJ  | SG   | SPICEJET      | 2005                 |       |
| Trujet            |       | TRJ  | 2T   | TRUJET        | 2016                 |       |
| Vistara           |       | VTI  | UK   | VISTARA       | 2015                 |       |